# Nidym
Il Nidym (in russo Нидым?) è un fiume della Siberia Occidentale, affluente di sinistra della Tunguska Inferiore (bacino idrografico dell'Enisej). Scorre nell'Ėvenkijskij rajon del Territorio di Krasnojarsk, in Russia.
Proviene dai monti Jangil' e scorre lungo l'altopiano della Siberia centrale; nel suo medio corso scorre in una valle stretta e profonda. La sua lunghezza è di 379 km e il bacino è di 14 500 km². Sfocia nella Tunguska Inferiore a 849 km dalla foce. È gelato, in media, da ottobre a maggio.
Suo maggior affluente (da sinistra) è il Nidymkan (lungo 153 km).